# Cardinal (comics)
Pour les articles homonymes, voir Cardinal.
Cardinal est un personnage appartenant à l'univers de Marvel Comics. Il est apparu pour la première fois dans New Warriors no 28, en 1992.

## Origine
On ne sait pas grand-chose de la vie du mercenaire Joshua Clendenon. C'est un ancien militaire qui a une fille nommée Valérie, elle-même engagée chez les Marines.
Clendenon était le leader d'un escadron mercenaire nommé Air Force. Ils affrontèrent les New Warriors et furent vaincus.
Night Thrasher fit chanter le groupe pour qu'il aide certains pays africains. D'abord méfiant, Clendenon devint vite le premier défenseur de certains villages. Pourtant, il ne put empêcher l'organisation fasciste Undertow de mettre la région à feu et à sang. Pendant un combat, il fut même gravement blessé. Ses soldats furent tous tués, à l'exception de Sparrow qui fut capturé. Cardinal demanda l'aide des New Warriors mais leurs tentatives d' exfiltration échouèrent. 
Rendu amer par cette expérience, Cardinal abandonna l'action humanitaire et se réfugia dans la recherche de la fortune. Il rejoignit donc les Maîtres du Mal mais fut vaincu par les Thunderbolts.
Plus tard, quand le chef des Thunderbolts Œil-de-Faucon fut incarcéré à la prison de Seagate, Cardinal, lui aussi emprisonné là-bas, tenta de le tuer, sans succès.
Il fut libéré par Crimson Cowl et retourna chez les Maîtres du Mal, en échange de la mort de l'archer. Il jugeait en effet Œil-de-Faucon coupable de n'avoir pas pu sauver sa fille Valérie, tuée au combat sous le nom de Météorite, des Redeemers.
Les Maîtres du Mal attaquèrent donc Œil-de-Faucon et ses alliés Songbird et l'Homme-plante, à la recherche du criminel Justin Hammer. Œil-de-Faucon réussit à convaincre Cardinal et certains autres Maîtres de s'allier à lui et d'arrêter Justin et sa fille Justine (alias Crimson Cowl) qui menaçaient de répandre une biotoxine mortelle capable de tuer tous ceux qui avaient travaillé pour Hammer. 
Cardinal fit ensuite son entrée au sein des Thunderbolts et changea d'identité : il se fit appeler Harrier. Le groupe réussit finalement à vaincre les Maîtres du Mal et l'antidote fut lâché dans l'atmosphère.
Quelque temps après, Cardinal choisit de retourner en prison purger sa peine.

## Pouvoirs
- Cardinal possède une armure ailée high-tech possédant de nombreuses armes : tasers, rafales électriques, filet de titanium, cartouches à goudron... Le casque est équipé de divers senseurs (IR, visée laser...).
- L'armure est complètement amphibie et possède des verins augmentant la force du porteur.
- Ancien soldat, Clendenon possède une formation militaire de terrain. C'est un bon pilote et un tacticien aguerri.